# Fronhausen
Fronhausen är en kommun och ort i Landkreis Marburg-Biedenkopf i Regierungsbezirk Gießen i förbundslandet Hessen i Tyskland. Kommunen bildades 31 december 1971 genom en sammanslagning av de tidigare kommunerna Fronhausen och Sichertshausen i den nya kommunen Fronhausen. Bellnhausen, Erbenhausen, Hassenhausen, Holzhausen och Oberwalgern uppgick 1 juli 1974 i Fronhausen.